# 조 로우
조 로우(말레이어: Low Taek Jho，통칭 : Jho Low, 1981년 11월 4일 ~ )는 나집 라작 전 말레이시아 총리의 측근으로 알려진 인물이다. 그는 2018년 말레이시아 법원으로부터 8건의 자금세탁 협의로 기소되었고, 본인은 "나는 중재자일 뿐"이라 주장하기도 했다. 또한, 美 연방수사국(FBI)은 골드만삭스와 진행한 3건의 채권거래에서 약 14.2억 달러를 빼돌린 협의로 기소한 상태이다.

## 생애
조 로우는 국영투자기업 1MDB를 통해 45억 달러(5조3000억원)가 넘는 나랏돈을 빼돌려 비자금을 조성·관리한 혐의로 국제형사경찰기구(인터폴)에 수배되었다.
유명 모델 미란다 커와 만남을 가졌고 배우 레오나르도 디카프리오와 절친한 것으로 알려졌다.
조 로우는 2015년 횡령 스캔들에 휘말린 이후 2018년 5월 나집 라작 전 총리가 실각하자 잠적한 것으로 알려져 있다.
2019년 "YG 엔터테인먼트" 양현석 대표의 '성접대' 의혹과 관련 인물로 뉴스에 많이 오르내리고 있다. 조 로우는 대변인을 통해 '조 로우'는 싸이의 친구이며, 싸이를 통해 양현석을 만났다고 이야기했다.